# ダハブ
ダハブ（アラビア語: دهب、Dahab）は、エジプト東部、シナイ半島の東部に位置する町。リゾート地およびダイビングスポットとして名高く、毎年多くの観光客が訪れる。以前はベドウィンの住む小さな漁村に過ぎなかったが、シャルム・エル・シェイクの北東80kmと手ごろな距離にあり、6日間戦争によってシナイ半島がイスラエルに占領されると観光開発がすすめられた。1982年にイスラエル・エジプト平和条約によってシナイ半島がエジプトに返還され平和が訪れると、外国資本が流入し開発がさらに進んだ。
ダハブは3つの地区に分かれている。一番北が旧来のダハブであるベドウィン村アサーラを含むMasbat地区で、バックパッカー向けのキャンプやレストランが多い。その南のMashrabaはやや大きなホテルが林立する地区である。最も南西にあるLaguna地区はウィンドサーフィンのメッカとなっている。
ダハブ観光で最も人気のあるのはマリンスポーツであり、とくにウィンドサーフィンとダイビングでは世界的な名声を得ている。シュノーケリングを楽しむ観光客も多い。陸上では、ラクダや馬に乗ったり、ジープの運転が楽しめる。またここからシナイ山へは車で2時間であり、世界遺産である聖カタリナ修道院へ向かう観光客も多い。
いっぽうで、ビーチの女性をはじめとする欧米観光客の流入は地域の文化とはなじんでいるとはいえない.。
ダハブの気候は非常に乾燥しており、晴天が続く。この気候が観光地としての発展の一因となった。夏は非常に暑いが、冬、特に夜間は穏やかな気候である。